# Winson
Winson – wieś i civil parish w Anglii, w Gloucestershire, w dystrykcie Cotswold. W 2001 civil parish liczyła 76 mieszkańców. Winson jest wspomniana w Domesday Book (1086) jako Winestune.